# 豊西層群
豊西層群（とよにしそうぐん、Toyonishi Group）は、日本のジュラ系-白亜系である。清末植物層および吉母濱介層の高次単元として清末層群が使用されたが、地理的名称の重複使用を避け、1949年に松本達郎により地質境界を再定義されて現在の名称となる。また、1954年には松本により豊西層群のほぼ全域の概略的な地質図が示された。名称の由来となる山口県下関市にあった豊西村は1955年に廃村となったが、本層群は、地理的名称が消失しても改名の必要はないため、現在も有効な層序単元名である。

## 概要

### 分布・模式地
豊西層群は、山口県西部の下関市南部に分布し、模式地の豊西地区（旧、豊西村；現在の大字吉母周辺および豊浦町室津下）とその東方の内日地区（旧、内日村の周辺）に豊浦町黒井の一之瀬から吉見に至るNNE-SSW断層を境界として2地区に分けて呼称されている。これらの2地区はさらに、豊西地区は吉母周辺および室津地区に、内日地区は田部川を通るNNE-SSW断層（高橋ほかの歌野断層）を境界として内日東部区（阿内鳴瀬～菊川町行政）および内日西部区（内日下寺秋～菊川町）に便宜上区分されている。なお、清末層の模式地は、現在の下関市清末周辺には分布しないため、旧清末の範囲である阿内となる。
全層厚は、吉母地区で900 m以上、内日西部地区で約540 m、内日東部地区で530-700 m、室津地区で250-340 m。

### 層序・岩相
本層群は、下位より清末層と吉母層から構成され、基底に顕著な礫岩・砂岩層（200 m－～250m＋）を有し、豊浦層群の上に平行不整合に重なる。豊西層群の上位の関門層群脇野亜層群とは平行不整合の関係にある。
岩相は、泥岩、炭質泥岩、砂質泥岩-シルト岩、シルト質砂岩、細粒-粗粒砂岩、含礫砂岩、礫質粗粒砂岩（石英質ないし長石質）、細礫-中礫礫岩などからなり、清末層と吉母層との中間に含石灰岩層を挟在する。
豊西層群は、内日東部地区の南縁部で局所的に長府花崗岩（K-Ar年代: 94 Ma）に貫入され、室津地区では小串花崗岩（K-Ar年代: 91 Ma）に貫入されるとともに幅500mにわたり接触変成作用を受けているとされており、また、内日西部地区ではその西縁において直接接しないものの小串花崗岩の貫入の影響で西半部がホルンフェルス化しているとされる。小規模な貫入岩では、吉母地区でほぼE-W性のひん岩などの岩床、室津地区ではNNW-SSE性のひん岩などの岩脈、内日西部地区ではNE-SW性の閃緑岩の小岩脈が数か所に記されている。

### 産出化石
植物化石は、清末層基底部や吉母層においても少数産するが，黒色泥岩の発達した清末層主部に多く、前期白亜紀の領石型植物群や石徹白植物群の構成要素に類似している。
動物化石は、吉母層において熊本県八代地域の川口層と酷似した汽水生貝化石群集を含む。これらの化石は、1939年に豊浦統の吉母濱介層産として小林・鈴木により体系的な記載がなされたが、その後、学名の改訂やタクサの追加がなされている。清末層と吉母層との中間の層準にある石灰岩層には、サンゴや貝類、ウニなどの海生動物化石が含まれ、この岩相層序に対してMurotsu Formation（室津層）が提唱されている。

### 地質年代
地質年代は、チトニアン期-前期オーテリビアン期と推定されている。この年代は，植物化石を用いた年代推定において期のレベルでの対比が困難なため，吉母層の汽水生貝化石群集の国内対比によるところが大きい。
なお、2014年に青木ほかにより吉母地区の清末層および吉母層のサンプルから同じ年代値の125 Maの砕屑性ジルコンU-Pb年代が報告されたが、この最若の年代を示すジルコン粒子のコンコーディア年代は、堆積年代よりもかなり若い年代値が報告されるケースもあり、年代データの取り扱いには十分な注意が必要となる。

### その他
かつて下関市阿内の林道中尾線沿いの地域が豊西層群清末層の模式層（Stratotype）として記載・定義されたが、この豊西層群の基底として定義された地点（Loc. 99）は、現在の豊浦層群歌野層の中部層準に位置し、豊西層群とこの下位の豊浦層群との不整合面が道路法面写真として図示され、清末層の下位を構成する部層として中尾シルト岩部層が新称として提唱されたが、この新解釈は誤りであるとされている。豊浦・豊西両層群の不整合面が図示されたLoc. 99においては植林高木を背後に配したグリーンロードの法面頂部において段丘礫層がほぼ水平に分布しており、段丘礫層直下の歌野層の泥岩中に掘削当時の法面写真と同様の地質構造（断層・層理）が不整合を示すものとして植生を除き図示されているものの、この位置などには基底礫岩、不整合面および岩相の相違は存在せず、歌野層はLoc. 99よりも層序的上位にも厚く分布し、ここからPhycosiphon cf. incertumを含む生物擾乱泥岩の他、最上部に海生動物化石が産出しており、歌野層の上位に重なる層序単元は新たに豊浦層群阿内層として定義されている。また、阿内層の上部層準において、豊西層群清末層に属するとされた中尾シルト岩部層と七見砂岩部層との境界が設定され、これが松本達郎によって定義された豊浦・豊西両層群の境界であるとみなされ両者は漸移的で整合一連であったため、豊西層群とこの下位の層序（=阿内層）との間に不整合は存在しないと解釈された。しかし、豊浦・豊西両層群の境界は、松本による定義に基づく1958年の長谷晃による清末層の基底と同様にさらに層序的上位に位置することが明らかにされ、内日東部地区全域において清末層基底部の側方連続性の良い厚い砂岩・礫岩層によって両層群は画されており、阿内層の層序を清末層の一部とする解釈は誤りであるとされている。　なお、阿内層が豊西層群に属するとする他の根拠も否定されている。